# Otwarcie spadku
Otwarcie spadku – zespół skutków w sferze prawa spadkowego, które następują z chwilą zaistnienia zdarzenia prawnego, jakim jest śmierć spadkodawcy. „Otwarcie spadku” oznacza, że z chwilą śmierci spadkodawcy należące do niego prawa i obowiązki majątkowe o charakterze cywilnoprawnym zmieniają swój charakter, stając się spadkiem, a więc pewną wyodrębnioną masą majątkową, poddaną przepisom prawa spadkowego i przechodzą na określone podmioty.
Zgodnie z art. 924 i 925 polskiego kodeksu cywilnego spadek otwiera się z chwilą śmierci spadkodawcy, a spadkobierca nabywa spadek z chwilą otwarcia spadku.
Artykuł 718 francuskiego kodeksu cywilnego w brzmieniu obowiązującym przed 1 lipca 2002 przewidywał, że spadki otwierają się przez śmierć naturalną i przez śmierć cywilną.